# Granite (Utah)
Granite é uma Região censo-designada localizada no estado norte-americano do Utah, no Condado de Salt Lake.

## Demografia
Segundo o censo norte-americano de 2000, a sua população era de 2018 habitantes.

## Geografia
De acordo com o United States Census Bureau tem uma área de 3,8 km², dos quais 3,8 km² cobertos por terra e 0,0 km² cobertos por água. Granite localiza-se a aproximadamente 2755 m acima do nível do mar.

## Localidades na vizinhança
O diagrama seguinte representa as localidades num raio de 8 km ao redor de Granite.